# 남자는 괴로워 47
남자는 괴로워 47(男はつらいよ 拜啓 車寅次郞樣)은 일본에서 제작된 야마다 요지 감독의 1994년 코미디 영화이다. 아츠미 키요시 등이 주연으로 출연하였고 사쿠라이 요우조 등이 제작에 참여하였다.

## 출연

### 주연
- 아츠미 키요시
- 바이쇼 치에코

### 조연
- 카타세 리노
- 요시오카 히데타카
- 마키세 리호
- 고바야시 사치코
- 시모조 마사미
- 미사키 치에코
- 다자이 히사오
- 마에다 긴